# Sông Kootenay
Kootenay (Kootenai tại Hoa Kỳ và về mặt lịch sử từng được gọi là Flatbow) là một sông lớn ở miền đông nam British Columbia, Canada và phần phía bắc của các bang Montana và Idaho thuộc Hoa Kỳ. Nó là một phụ lưu lớn của sông Columbia, sông lớn nhất của Bắc Mỹ chảy vào Thái Bình Dương. Sông Kootenay dài 781 kilômét (485 mi) chảy từ thượng nguồn tại Kootenay Ranges của dãy Rocky thuộc Canada, từ vùng Đông Kootenay, British Columbia tới tây bắc Montana, qua vùng cực bắc Idaho và trở lại British Columbia ở vùng Tây Kootenay, cuối cùng chảy vào sông Columbia ở Castlegar.